# Николай Върбанов
Николай Върбанов е български театрален и озвучаващ актьор.

## Биография
Роден е на 1 септември 1979 г. във Велико Търново, Народна република България.
През 2002 г. завършва НАТФИЗ „Кръстю Сарафов“ със специалност „Актьорско майсторство за драматичен театър“ при професор Здравко Митков.
През кариерата си Върбанов играе в Драматичния театър в Ловеч, Сатиричния театър „Алеко Константинов“, Драматичния театър „Рачо Стоянов“ в град Габрово, Драматичния театър в Търговище и Театър 199 „Валентин Стойчев“.
Между 2007 и 2023 г. е част от трупата в Театър „София“, а през 2023 се присъединява към Сатиричен театър „Алеко Константинов“.
Втрбанов има участия в няколко филми и сериали, измежду които са „Ръжда“, „Виолета, Жоро и аз“, „Love.net“, „Пистолет, куфар и три смърдящи варела“ и други. През 2010 г. играе в скечове в комедийното предаване „Нашенци“ по TV7.
Занимава се с озвучаване на филми и сериали. Участва в дублажи, записани в Александра Аудио, Доли Медия Студио, Про Филмс, Андарта Студио, Медиа Линк и Саунд Сити Студио.

## Участия в театъра
Театър 199 „Валентин Стойчев“
- 2011 – Брус в „Син портокал“ от Джо Пенхол – режисьор Съни Сънински[9]

Театрална работилница „Сфумато“
- 2017 – „Бесове“ от Фьодор Достоевски, режисьор Иван Добчев[10][11]
- 2019 – Първи циганин в „Нова библия“ по Йордан Радичков – режисьор Иван Добчев[12][13][14]

Театър „София“
- „Суматоха“ от Йордан Радичков – режисьор Боян Иванов[15]
- Осип в „Ревизор“ от Николай Гогол – режисьор Бойко Богданов[16][17][18]
- „Проклятието на гладуващата маса“ от Сам Шепард – режисьор Джед Алън Харис[19]
- „Чудесата на Мери Попинз“ – режисьор Кристиана Бояджиева[20]
- „Електра или свалянето на маските“ от Маргьорит Юрсенар – режисьор Здравко Митков[21]
- „Неделя вечер“ от Захари Карабашлиев – режисьор Здравко Митков[22]
- „Преди/след“ от Роланд Шимелпфениг – режисьор Иван Добчев[23]
- Барах в „Принцеса Турандот“ от Карло Гоци[24]
- „Клетка за сестрички“ от Жан Поаре – режисьор Здравко Митков[25]
- „Глупаци“ от Нийл Саймън[26]
- 2011 – „Тримата мускетари“ по Александър Дюма – режисьор Атанас О'Махони[27]
- 2012 – „Агнес“ от Михаил Вешим – режисьор Съни Сънински[28]
- 2012 – „Скачай“ от Здрава Каменова – режисьор Калин Ангелов[29][30][31][32]
- 2013 – „Сън в лятна нощ“ от Уилям Шекспир – режисьор Бойко Богданов[33]
- 2013 – „Парижката Света Богородица“ от Виктор Юго[34][35]
- 2014 – „Антигона“ от Жан Ануи – режисьор Иван Добчев[36][37]
- 2014 – „Госпожа Министершата“ от Бранислав Нушич – режисьор Недялко Делчев[38][39]
- 2014 – „Ян Бибиян“ от Елин Пелин – режисьор Бисерка Колевска[40]
- 2014 – „Сватбата на древния буржоа“ от Бертолт Брехт – режисьор Петринел Гочев[41][42]
- 2014 – „Генерална репетиция за самоубийство“ от Душан Ковачевич – режисьор Недялко Делчев[43][44][45]
- 2015 – „Питър Пан“ от Сър Джеймс Матю Бари – режисьор Бисерка Колевска[46][47][48][49]
- 2015 – „Комедия от лъжи“ от Душан Ковачевич – режисьор Недялко Делчев[50]
- 2015 – „Нощта на 16-ти януари“ от Айн Ранд – режисьор Пламен Марков[51][52]
- 2016 – „Роня, дъщерята на разбойника“ от Астрид Линдгрен – режисьор Катя Петрова[53][54]
- 2017 – „Женитба“ от Николай Гогол – режисьор Елена Панайотова[55][56][57]
- 2018 – „Закачане“ – режисьор Неда Соколовска[58][59][60][61]
- 2020 – „Няма да платим! Няма да платим!“ от Дарио Фо – режисьор Теди Москов[62][63][64]
- 2022 – „Пер Гюнт“ от Хенрик Ибсен – режисьор Катя Петрова[65][66]

## Филмография
- „Ad Libitum 3: Балада за двама приятели и гайда“ (2000)
- „Търси се екстрасенс“ (2002) – полицай
- „Новата кола на татко“ (2005)
- „Ръжда“ (2005)
- „Приятелите ме наричат Чичо“ (2006)
- „Мъж за милиони“ (тв, 2006) – клиент на такси
- „Магна Аура – изгубеният град“ (2007)
- „Love.net“ (2011) – Анестезиолог
- „Виолета, Жоро и аз“ (2012) – Жоро
- „Пистолет, куфар и три смърдящи варела“ (2012)
- „Недадените“ (2013) – полицай от Варна
- „Наближаващи врагове“ (2013)
- „На червено“ (2016) – полицай
- „Дъвка за балончета“ (2017) – съсед
- „Секс академия - мъже“ (2017)
- „Случаят Кюри“ (2018) – бащата на Дара
- „Можеш ли да убиваш“ (2019) – Павел
- „Грешници“ (2018) - Мутрев
- „Порталът“ (2021)

## Роли в озвучаването
| Актьор       | Заглавия                                                             | Роли                                |
| ------------ | -------------------------------------------------------------------- | ----------------------------------- |
| Денис Куейд  | Уайът Ърп (дублаж на Андарта Студио) Всички на терена                | Док Холидей Карл Кинг               |
| Джейсън Лий  | Капан за сънища Да отгледаш Хоуп                                     | Джо „Бобъра“ Кларъндън Смоуки Флойд |
| Джим Къмингс | Гуфи Историята на Кристофър Робин и Мечо Пух (дублаж на студио Доли) | Пийт Мечо Пух                       |
| Крисчън Кейн | Живот или нещо подобно Честни измамници (в епизоди 4х17 – 5х15)      | Кал Купър Елиът Спенсър             |
| Ник Крол     | Ела, изпей! Ела, изпей! 2                                            | Гюнтер                              |
| Робърт Непър | Лека нощ и късмет Орвил                                              | Доналд Сърийн Хамелак               |

### Сериали
- „Да отгледаш Хоуп“ (във първи и втори сезон), 2012-2013
- „Доктор Чудо“ (от 21 до 36 епизод), 2021
- „Орвил“, 2017
- „Осмият ден“, 2020
- „Селцето“, 2020
- „Уил и Грейс“ (дублаж на Саунд Сити Студио), 2021
- „Честни измамници“ (от 17-ти епизод на 4-ти сезон)

### Анимационни филми
- „Playmobil: Филмът“ (дублаж на Андарта Студио), 2019
- „Бикът Фердинанд“ – Четири, 2017
- „Гномчета вкъщи“ – Други гласове, 2018
- „Ела, изпей!“ – Гюнтер, 2016
- „Ела, изпей! 2“ – Гюнтер, 2021
- „Играта на играчките: Пътешествието“ – Господин Картоф, 2019
- „Крадци на ядки“ – Пръстите, 2013
- „Напред“ – Колт, 2020
- „Ралф разбива интернета“ – Господин Всезнайко, 2018
- „Търсенето на Дори“ – Кръш, 2016
- „Феноменалните 2“ – Други гласове, 2018
- „Щъркелчето Ричард“ – Други гласове, 2017

### Игрални филми (войсоувър дублаж)
- „Историята на Кристофър Робин и Мечо Пух“ (дублаж на Доли Медия Студио), 2019
- „Лека нощ и късмет“, 2020
- „Мадагаскар 3“ (дублаж на Доли Медия Студио), 2022
- „Маса 19“, 2020
- „Ново училище“, 2022
- „Преследването на Либърти“ (дублаж на bTV), 2013

### Игрални филми (нахсинхронен дублаж)
- „Аватар“ (дублаж на „Александра Аудио“) – Цу'Тей, 2022
- „Господарка на злото 2“ – Други гласове, 2019
- „Драконът, моят приятел“ – Боби, 2016
- „Лешникотрошачката и четирите кралства“ – Други гласове, 2018

### Телевизионни предавания
- „По-добре късно, отколкото никога“, 2018

## Награди и номинации
- 2021 – Номинация „Аскеер“ в категорията „Поддържаща мъжка роля“ за „Няма да платим! Няма да платим!“[67]